# 강영훈 (1927년)
강영훈(姜永薰, 1927년 8월 3일 ~ 1960년 8월 15일)은 대한민국의 군인 출신 정치인이다.

## 생애
경기도 양주 출신이며 진주, 경성부에서 성장했다.

### 학력
- 1946년 동국대학교 정치학과 중퇴
- 1948년 육군사관학교 6기 졸업
- 1949년 육군헌병학교 졸업
- 1949년 육군부관학교 졸업
- 1950년 육군보병학교 졸업
- 1950년 국방부 호국군행정학교 졸업
- 1950년 육군고급부관학교 졸업
- 1951년 육군기갑학교 졸업
- 1952년 육군행정학교 졸업
- 1952년 육군포병학교 졸업
- 1954년 대한민국 육군대학 졸업
- 1956년 국방대학교 행정학사 1기

### 전투 참전 경력
- 1950년에서 1953년까지 한국 전쟁에 참전하였다.

### 주요 이력
- 1954년 6월 - 육군 수도군단 예하 중대장(당시 육군 소령 계급 신분).
- 1955년 7월 - 육군 수도사단 예하 대대장 보임과 동시에 육군 중령 진급.
- 1957년 3월 - 육군 수도사단 예하 대대장 재직 당시 육군 중령 예편.
- 1957년 4월 - 대한상무회 상무이사.
- 1957년 5월 - 민주당 중앙정책위원.
- 1958년 5월 - 민주당 국회의원.

## 역대 선거 결과
|  | 37.04% |

|  | 30.61% |

## 같이 보기
- 이진용
- 이백일